# معهد راجيف غاندي لتكنولوجيا البترول
معهد راجيف غاندي لتكنولوجيا البترول (بالإنجليزية: Rajiv Gandhi Institute of Petroleum Technology - RGIPT) هو مؤسسة تعليمية هندية ذات أهمية وطنية، تقع في جايس، بمنطقة أميثي في ولاية أتر برديش، الهند. أُنشئ المعهد في عام 2007 بموجب قانون صادر عن برلمان الهند تحت إشراف وزارة البترول والغاز الطبيعي، وافتُتح رسميًا في يوليو 2008.

#### النشأة والتأسيس
قامت وزارة البترول والغاز الطبيعي (MOP & NG) ، حكومة الهند  بتأسس RGIPT بموجب "قانون معهد راجيف غاندي لتكنولوجيا البترول لعام 2007"، بهدف تقديم التعليم الفني والإداري المتخصص في قطاع البترول والطاقة. يتمتع المعهد بوضع "معهد ذي أهمية وطنية" (Institute of National Importance)، على غرار المعاهد الهندية للتكنولوجيا (IITs) والمعاهد الوطنية للتكنولوجيا (NITs).

#### الإدارة والدعم المؤسسي
يحظى المعهد بدعم من ست وحدات كبرى من شركات القطاع العام الهندية في مجال النفط، وهي:
- شركة النفط والغاز الطبيعي (ONGC)
- مؤسسة النفط الهندية (IOCL)
- شركة النفط الهندية المحدودة (OIL)
  - شركة الغاز الهندية المحدودة (GAIL)
- شركة بهارات للبترول (BPCL)
- شركة هندوستان للبترول (HPCL)

ويُدار بالتعاون مع مجلس تطوير صناعة النفط (OIDB)، مع إشراف أكاديمي من المعهد الهندي للتكنولوجيا في كانبور (IIT Kanpur).
لقد تم منحه وضع معهد الأهمية الوطنية وهيكل حوكمي مماثل لتلك المتاحة للهيئات الضريبية غير التقليدية والمعهد الدولي للتقنية.تقبل الطلاب الجامعيين من قائمة تصنيف الطلاب المؤهلين لامتحان القبول المشترك - اختبار متقدم (جي متقدم).